# Davino Ribeiro de Sena
Œuvres principales
Castelos de Areia (1991)
Davino Ribeiro de Sena ( Recife, 1957) est diplomate, chroniqueur et poète. Il est diplômé en philosophie de l'Université catholique de Pernambuco.

## Biographie
Davino Ribeiro de Sena a obtenu son diplôme de philosophie à l'université catholique de Pernambouc en 1984. Avant cela, il s'était déjà fait un nom dans la poésie, remportant un prix étudiant de l'Académie des lettres de Pernambouc avec son sonnet Memórias. En 1989, il entre dans le service diplomatique, qu'il combine avec la littérature. Son premier recueil de poèmes, Castelos de Areia (1991), a remporté le concours national de poésie de la Fondation Nestlé pour la culture. Ses textes littéraires ont été largement publiés, consolidant sa position sur la scène poétique et attirant l'attention des critiques spécialisés en littérature dans les milieux universitaires,,.
Représentant le Brésil, Davino Sena a participé à l'Encuentro Iberoamericano de Poesía à Santiago (Chili), et a fait partie de l'anthologie Un ángulo del mundo. La particularité de cette anthologie est qu'elle a été réalisée avec la participation des poètes eux-mêmes. Chacun d'entre eux a sélectionné un poème qu'il considérait comme représentatif de son travail pour l'occasion. En 1994, l'écrivain a donné une conférence sur la littérature brésilienne à l'université d'Athènes, aux États-Unis, et s'est ensuite rendu en Espagne, où il a été invité à participer à une table ronde lors du séminaire international de poésie de l'université de Barcelone,.
En 1996, il a publié Pescador de Nuvens, suivi de Retrato com Guitarra. Après s'être installé en Australie, il a publié Le Jaguar dans le désert et Verre et fer. Dans sa carrière diplomatique, il a dirigé la délégation brésilienne à la réunion du groupe de Valdivia pour la préservation de l'albatros et a été consul du Brésil (diplomatie) au Japon en 2001.
En 1997, le critique Augusto Massi a publié une critique dans Folha de S.Paulo sur le livre Pescador de Nuvens de Davino Ribeiro de Sena. Massi décrit l'œuvre comme un « paradoxe critique », louant l'habileté technique de l'auteur mais notant que le lyrisme du livre frôle parfois la sentimentalité. Au fil de 33 poèmes, le lecteur suit la trajectoire de deux frères, Henrique et Euclides, dans un récit qui explore leurs relations familiales complexes.
De retour au Brésil en 2003, il a publié Três Martes et a participé à des missions de coopération scientifique et technologique en Angola et au Mozambique. En partenariat avec Elizabeth Hazin, il publie Lego & Davinovich. Il a ensuite été nommé consul (diplomatie) à New York, où il a lancé Expedição en 2007 et donné des conférences sur la poésie à Recife et à New York. Ses poèmes ont également été publiés dans le magazine Poesia Sempre, édité par la Fundação Biblioteca Nacional. En 2009, il s'installe en Arabie Saoudite et, la même année, sort Le lent apprentissage du garçon qui aimait les vagues et les étoiles . Deux ans plus tard, il s'installe à Londres et sort Le Roi des Îles.
En 2014, il a étudié l'écriture créative à l'université de Londres. Son livre Tender Water est publié en 2015[1] Après avoir vécu au Sri Lanka (2014), il s'installe au Liberia (2017), et enfin au Canada (2019), d'où il part pour le Guatemala (2022), où il vit actuellement avec sa femme Maria do Socorro Melo Pinto, professeur de musique, qu'il a épousée en 1982. Le couple a deux filles : Beatriz, née en 1989, illustratrice, et Alice, née en 1996, étudiante. Davino Sena a récemment publié un volume de chroniques intitulé Viagens do Conselheiro (2020).
Paulo Henriques Britto a souligné l'originalité du poète Davino Ribeiro de Sena, le qualifiant de « l'un des meilleurs poètes brésiliens de sa génération ». Britto a confirmé le terme « fotoneto » pour décrire la forme poétique innovante créée par Davino, qui combine des éléments narratifs et imagés avec la structure traditionnelle du sonnet. Le concept a été introduit en 1999 dans Vidro e Ferro, et réaffirmé en 2015 avec la publication de Ternura da Água. Britto analyse le « fotoneto » comme une puissante synthèse de la poésie narrative, soulignant sa pertinence sur la scène littéraire contemporaine.

## Œuvres publiées
- Châteaux de sable ( 1991 )
- Pêcheur de nuages ( 1996 )
- Jaguar dans le désert ( 1997 )
- Portrait à la guitare ( 1997 )
- Verre et fer ( 1999 )
- Trois Mars ( 2004 )
- Lêgo & Davinovich ( 2006 ), en partenariat avec Elizabeth Hazin
- Expédition ( 2007 )
- Le lent apprentissage du garçon qui aimait les vagues et les étoiles ( 2009 )
- Le roi des îles ( 2011 )
- Tendresse de l'eau ( 2015 )

## Prix reçus
- Souvenirs (poème)

Lauréat du prix Gervásio Fioravanti 1982 de l'Académie des lettres de Pernambouc.
- Châteaux de sable (premier livre de l'auteur)

Lauréat de la poésie brésilienne par la Fondation Nestlé pour la culture (1991).